# 人間国宝

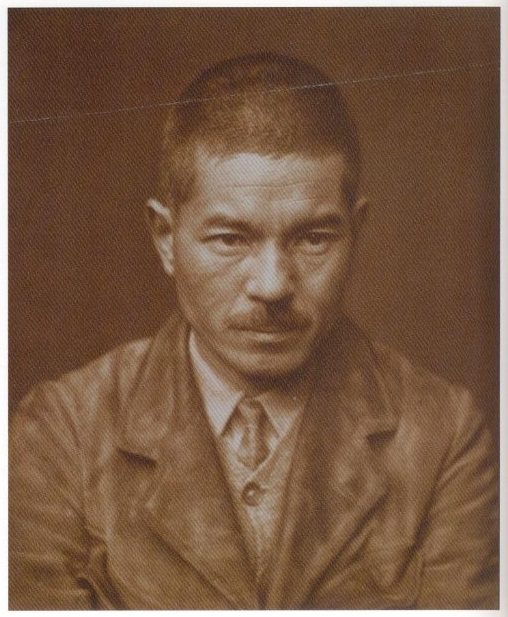
「陶芸（色絵磁器）」の保持者
富本憲吉

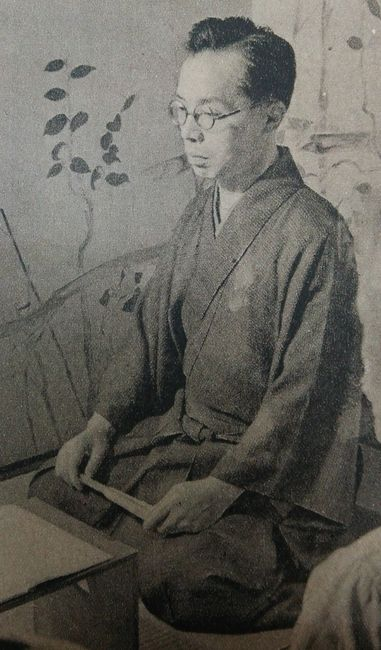
「能楽（ワキ方）」の保持者
松本謙三

人間国宝（にんげんこくほう）は、日本の文化財保護法第71条第2項に基づき同国の文部科学大臣が指定した重要無形文化財の保持者として各個認定された人物を指す通称である。文化財保護法には「人間国宝」という文言はないが、重要無形文化財の各個認定の保持者を指して人間国宝と呼ぶ通称が広く用いられている。

## 概説
人間国宝は、重要無形文化財保持者として各個認定された人物を指す通称である。日本の文化財保護法第2条第1項第2号は「演劇、音楽、工芸技術その他の無形の文化的所産で我が国にとって歴史上又は芸術上価値の高いもの（以下「無形文化財」という。）」と規定している。すなわち、無形文化財とは芸能、工芸技術等の無形の「わざ」そのものを指すが、その「わざ」はこれを高度に体得している個人または団体が体現する。そして、日本国政府はこのような「わざ」のうち重要なものを重要無形文化財に指定するとともに、その「わざ」を体現する個人または団体を保持者または保持団体として認定する（同法第71条第1項および第2項）。
文化財保護法の当初施行時（1950年）から、無形文化財に関する規定は存在したが、当初は国が保護策を講じなければ「衰亡の虞（おそれ）」のある無形文化財のみが保護の対象とされていた。1954年、文化財保護法の第一次改正によって重要無形文化財の指定、および保持者の認定制度が同法に規定された。この改正以前の旧法に基づいて選定されていた80余件の無形文化財及びその保持者についてはいったん白紙に戻され、重要無形文化財とその保持者は新たに指定・認定されることとなった。改正法に基づく最初の重要無形文化財及び保持者（人間国宝）の指定・認定が行われたのは1955年2月15日である。
文化庁は、「芸能」と「工芸技術」の分野に加えて「生活文化」分野でも基準を設けて認定できるようにすると決め、2025年度内に告示を改正して2026年度には「食の至宝」として顕彰を始める方針。
日本政府が人間国宝に支給する助成金は一人当たりで年間200万円と定められている。そして助成金の総額は国家予算で決められていて、2002年以降は2億3200万円である。そのため、生存している人間国宝の人数は最大で116名であり、仮に生存している人間国宝が116名いる場合は、死亡による欠員が発生しない限り、どれだけ優れた技量を持つ人物でも新たに人間国宝に認定されることはない。
2020年12月1日まで371名（複数分野で認定された者もいるので延べ374名）が人間国宝に認定されたことがあり（死亡後解除）、2021年2月1日時点で111名（延べ112名）の人間国宝が生存している。

### 認定の方式
重要無形文化財の保持者または保持団体の認定の方式には、「各個認定」「総合認定」「保持団体認定」の3種があり、「重要無形文化財の指定並びに保持者及び保持団体の認定基準」（昭和29年文化財保護委員会告示第55号）に規定されている。
各個認定
「重要無形文化財に指定される芸能を高度に体現できる者」「重要無形文化財に指定される工芸技術を高度に体得している者」等が認定される。
総合認定
「2人以上の者が一体となって芸能を高度に体現している場合」や「2人以上の者が共通の特色を有する工芸技術を高度に体得している場合」において、「これらの者が構成している団体の構成員」が総合的に認定される。
保持団体認定
「芸能または工芸技術の性格上個人的特色が薄く」かつ「当該芸能または工芸技術を保持する者が多数いる場合」において、「これらの者が主たる構成員となっている団体」が認定される。
上記のうち、「各個認定」と「総合認定」はともに「保持者の認定」であるが、前者は特定個人の認定、後者は「○○保存会」等の「保持者の団体の構成員」を総合的に認定するものである。「保持団体認定」は1975年の文化財保護法改正以降行われるようになったもので、社団法人等の団体自体を認定対象とする。以上のうち「人間国宝」と呼ばれるのは、一般的には各個認定の場合のみであり、総合認定における団体の構成員、及び保持団体認定における当該団体およびその構成員については、人間国宝とは呼ばないのが通例である。
演劇、音楽などの芸能の分野では「各個認定」と「総合認定」が行われ、工芸技術の分野では「各個認定」と「保持団体認定」が行われている。法令上は芸能分野における保持団体認定、工芸技術分野における総合認定もありうるが、2019年現在、認定はされていない。

### 認定の過程
重要無形文化財の指定と保持者の認定は文化審議会文化財分科会によって審議・議決し、文部科学大臣に答申される。その後官報告示を経て、正式に指定・認定される。

### 支援制度
日本国政府は、重要無形文化財の保護を目的として、人間国宝（各個認定保持者）に対して年額200万円の特別助成金を交付している。保持団体に対しては伝承者養成事業や文化財公開事業に対してその経費の一部を助成している。国立劇場では能楽、文楽、歌舞伎などの後継者養成のための研修事業が行われている。

## 人間国宝の一覧（芸能）
芸能分野は、雅楽、能楽、文楽、歌舞伎、組踊、音楽、舞踊、演芸の8つの種別に分かれている。
2023年10月までに認定された芸能分野の重要無形文化財保持者（各個認定）は以下のとおりで、死亡により認定解除された者を含め、のべ203名が認定されている（分野別、認定年月日順）。下の一覧には、保持者の死去により重要無形文化財の指定ならびに保持者の認定が解除されたものも含まれている（*印は存命者、無印は故人）。

### 雅楽
過去に各個認定の事例はない。

### 能楽
- シテ方 - 喜多六平太（喜多流十四世宗家）、近藤乾三、櫻間道雄、後藤得三、豊嶋彌左衛門、松本惠雄、高橋進、八世観世銕之丞（静雪）、粟谷菊生、片山幽雪（認定時は九世片山九郎右衛門）、三川泉、*友枝昭世、*梅若六郎、野村四郎、*大槻文蔵、*大坪喜美雄、*金剛永謹
- ワキ方 - 松本謙三、宝生弥一、森茂好、宝生閑、*宝生欣哉
- 囃子方笛 - 藤田大五郎、一噌仙幸
- 囃子方小鼓 - 幸祥光、幸宣佳、鵜澤壽、北村治、曾和博朗、*大倉源次郎
- 囃子方大鼓（おおつづみ） - 川崎九淵、亀井俊雄、安福春雄、瀬尾乃武、安福建雄、亀井忠雄、柿原崇志
- 囃子方太鼓（たいこ） - 柿本豊次、二十二世金春惣右衛門、*三島元太郎
- 狂言 - 善竹彌五郎、六世野村万蔵、三世茂山千作、九世三宅藤九郎（七世三宅庄市）、四世茂山千作、*七世野村万蔵（野村萬）、*野村万作、*四世山本東次郎、*二世茂山七五三

### 文楽
- 人形浄瑠璃文楽太夫 - 豊竹山城少掾、八世竹本綱太夫、六世竹本住太夫、十世豊竹若太夫、四世竹本津太夫、四世竹本越路太夫、七世竹本住太夫、九世竹本源太夫（認定時は九世竹本綱太夫）、八世豊竹嶋太夫、豊竹咲太夫
- 人形浄瑠璃文楽三味線 - 四世鶴澤清六、六世鶴澤寛治、野澤松之輔、二世野澤喜左衛門、十世竹澤彌七、四世野澤錦糸、五世鶴澤燕三、七世鶴澤寛治（認定時は八世竹澤團六）、*鶴澤清治
- 人形浄瑠璃文楽人形 - 二世桐竹紋十郎、二世桐竹勘十郎、初代吉田玉男、吉田文雀、吉田簑助、*吉田和生、*三世桐竹勘十郎、*吉田玉男

### 歌舞伎
- 立役 - 三代目市川壽海、三代目市川左團次、八代目坂東三津五郎、初代松本白鸚（認定時は八代目松本幸四郎） 、二代目中村鴈治郎、十七代目中村勘三郎、二代目尾上松緑、十三代目片岡仁左衛門、十七代目市村羽左衞門、五代目中村富十郎、四代目坂田藤十郎（認定時は三代目中村鴈治郎）、二代目中村吉右衛門、*七代目尾上菊五郎、*十五代目片岡仁左衛門（※七代目坂東三津五郎は「歌舞伎舞踊」の保持者として認定）、*四代目中村梅玉
- 女方 - 七代目尾上梅幸、六代目中村歌右衞門、四代目中村雀右衞門、七代目中村芝翫、*五代目坂東玉三郎
- 老女役 - 三代目尾上多賀之丞
- 脇役 - 六代目市川團之助、二代目中村又五郎、二代目片岡秀太郎、六代目澤村田之助、*六代目中村東蔵、*五代目中村歌六
- 竹本 - 五代目竹本雛太夫、*竹本葵太夫
- 長唄 - 杵屋榮左衞門、二代目芳村五郎治、五代目松島壽三郎、*七代目鳥羽屋里長、杵屋淨貢（認定時は七代目杵屋巳太郎）
- 囃子 - 十一代目田中傳左衞門、四代目望月朴清

### 組踊
- 組踊立方 - *宮城能鳳
- 組踊音楽歌三線 - *城間徳太郎、*西江喜春
- 組踊音楽太鼓 - 島袋光史、*比嘉聰

### 音楽
- 琵琶 - 山崎旭萃、*奥村旭翠
- 尺八 - 納富寿童、島原帆山、山口五郎、青木鈴翁、山本邦山、*野村峰山、*善養寺惠介
- 箏曲 - 越野栄松、中能島欣一、宮城喜代子、初代米川文子、二代目上原真佐喜、初代米川敏子、中田博之、*六代目山勢松韻、二代目米川文子
- 地歌 - 富崎春昇、富山清翁、菊原初子、藤井久仁江、*富山清琴
- 長唄
  - 唄 - 吉住慈恭、七代目芳村伊十郎、十四代目杵屋六左衛門、日吉小三八、杵屋佐登代、*十五代目杵屋喜三郎、*東音宮田哲男、*杵屋東成
  - 三味線 - 山田抄太郎、杵屋栄二、三代目今藤長十郎、今藤綾子、三代目杵屋五三郎、*今藤政太郎、杵屋勝国
  - 鳴物 - 四代目寶山左衛門、*堅田喜三久、*藤舎名生
- 義太夫節
  - 浄瑠璃 - 竹本土佐廣、*竹本駒之助
  - 三味線 - 鶴澤友路、*鶴澤津賀寿
- 一中節
  - 浄瑠璃 - 二代目都一広、都一いき[9]、*七代目宇治紫文
  - 三味線 - 十一代目都一中、宇治文蝶
- 河東節
  - 浄瑠璃 - 山彦節子
  - 三味線 - *山彦千子
- 宮薗節
  - 浄瑠璃 - 四代目宮薗千之、*二代目宮薗千碌
  - 三味線 - 四代目宮薗千寿、宮薗千波、*宮薗千佳寿弥
- 新内節
  - 浄瑠璃 - *鶴賀若狭掾
  - 三味線 - *新内仲三郎
- 常磐津節
  - 浄瑠璃 - 常磐津一巴太夫
  - 三味線 - 常磐津文字翁（三世常磐津文字兵衛）、常磐津菊三郎、*常磐津英寿、*常磐津都㐂蔵
- 清元節
  - 浄瑠璃 - 清元志寿太夫、*清元清寿太夫
  - 三味線 - 清元榮壽郎、二代目清元寿兵衛、清元榮三郎、清元榮三、四代目清元梅吉
- 琉球古典音楽 - 島袋正雄、照喜名朝一、*中村一雄、*大湾清之

### 舞踊
- 歌舞伎舞踊 - 七代目坂東三津五郎、初代花柳壽應、二世藤間勘祖（認定時は六世藤間勘十郎）、藤間藤子、二代目花柳壽楽、花柳寿南海、十代目西川扇藏
- 上方舞 - 山村たか、吉村雄輝
- 京舞 - 四世井上八千代、*五世井上八千代
- 琉球舞踊立方 - *宮城幸子、*志田房子

### 演芸
- 古典落語 - 五代目柳家小さん、三代目桂米朝、十代目柳家小三治、*六代目五街道雲助
- 講談 - 六代目一龍斎貞水、*三代目神田松鯉
- 浪曲語り‐*二代目京山幸枝若

### 演劇
- 新派女方 - 初代喜多村緑郎、花柳章太郎

## 芸能分野における「総合認定」
各個認定（いわゆる「人間国宝」）は、重要無形文化財に指定される芸能を高度に体現する個人に対して行われる。一方で総合認定は、2人以上の者が一体となって、重要無形文化財に指定される芸能を高度に体現している場合に行われるものである。総合認定が行われる分野は、一部の名人だけではなくその芸能自体が文化財保護の対象として考えられているものであるといえるだろう。
現在、重要無形文化財の芸能分野においては、以下の14団体の構成員が総合的に認定されている。総合認定の場合、「保持者」は、当該団体の部員、会員、座員などの構成員である。
人数は延べ人数（過去に構成員となった者の総数。故人を含む）である。
- 宮内庁式部職楽部（雅楽） - 129名（2022年認定分まで）
- 社団法人・日本能楽会（能楽） - 962名（2017年認定分まで）
- 人形浄瑠璃文楽座（人形浄瑠璃文楽） - 160名（2017年認定分まで）
- 社団法人・伝統歌舞伎保存会（歌舞伎） - 446名（2018年認定分まで）
- 伝統組踊保存会（組踊） - 117名（2019年認定分まで）
- 義太夫節保存会（音楽） - 69名（2022年認定分まで）
- 常磐津節保存会（音楽） - 59名（2016年認定分まで）
- 一中節保存会（音楽） - 19名（2021年認定分まで）
- 河東節保存会（音楽） - 13名（2010年認定分まで）
- 宮薗節保存会（音楽） - 14名（2015年認定分まで）
- 荻江節保存会（音楽） - 14名（2006年認定分まで）
- 琉球舞踊保存会（舞踊） - 98名（2022年認定分まで）
- 清元節保存会（音楽） - 23名（2017年認定分まで）
- 伝統長唄保存会（音楽） - 68名（2017年認定分まで）

これらの団体には、多くの場合その母体となる全演奏家協会があり、その中で技量の熟達が認められた者について、上記の各団体への加入が認められ（通常は会員の推挙または互選）、各団体への正式加入に伴い、「重要無形文化財の保持者の団体の構成員」として追加認定される。各団体ごとに選出母体となる団体があり、数年に一回程度追加認定（実質上の人数追加）がある。

## 人間国宝の一覧（工芸技術）
2021年（令和3年）10月までに認定された工芸技術部門の重要無形文化財保持者（各個認定）は以下のとおりで、死亡により認定解除された者を含め、のべ180名（実人数は177名）が認定されている。
（凡例）
- 陶芸、染織、漆芸、金工、金工（刀剣）、人形、木竹工、諸工芸、和紙に分け、重要無形文化財に指定された工芸技術名と、保持者に認定された者の氏名を記載した。記載順は指定・認定された順とした。
- 荒川豊蔵、北村武資、喜多川平朗の3名は、それぞれ2つの工芸技術について保持者に認定されたため、重出している。
- 1975年の文化財保護法改正によって保持団体認定制度が導入される以前に「保持者代表」として認定されていた者については割愛した。
- 下の一覧には、保持者の死去により重要無形文化財の指定ならびに保持者の認定が解除されたものも含まれている（*印は存命者、無印は故人）。

### 陶芸
- 色絵磁器 - 富本憲吉、加藤土師萌、藤本能道、十三代今泉今右衛門、十四代酒井田柿右衛門、*十四代今泉今右衛門
- 鉄釉陶器 - 石黒宗麿、清水卯一、*原清
- 民芸陶器（益子焼）- 濱田庄司
- 志野 - 荒川豊蔵、*鈴木藏
- 瀬戸黒 - 荒川豊蔵、加藤孝造
- 萩焼 - 三輪休和（十代三輪休雪）、三輪壽雪（十一代三輪休雪）
- 備前焼 - 金重陶陽、藤原啓、山本陶秀、藤原雄、*伊勢崎淳
- 唐津焼 - 中里無庵
- 染付 - 近藤悠三
- 白磁・青白磁 - 塚本快示
- 琉球陶器 - 金城次郎
- 鉄絵 - 田村耕一
- 練上手（ねりあげで） - 松井康成（こうせい）
- 白磁 - 井上萬二、*前田昭博
- 三彩 - 加藤卓男
- 民芸陶器（縄文象嵌） - 島岡達三
- 青磁 - 三浦小平二、中島宏、*神農 巌
- 彩釉磁器 - 三代徳田八十吉
- 常滑焼（急須） - 三代山田常山
- 釉裏金彩（ゆうりきんさい） - *吉田美統（よしたみのり）
- 無名異焼 - *五代伊藤赤水
- 小石原焼 - *福島善三

### 染織
- 江戸小紋 - 小宮康助、*小宮康孝
- 長板中形 - 松原定吉、清水幸太郎
- 友禅 - 田畑喜八、木村雨山、中村勝馬、上野為二、森口華弘（かこう）、山田貢（みつぎ）、羽田登喜男（はたときお）、田島比呂子（ひろし）、*森口邦彦、*二塚長生（ふたつかおさお）
- 友禅楊子糊（ようじのり）- 山田栄一
- 正藍染 - 千葉あやの
- 型絵染 - 芹沢銈介、稲垣稔次郎（としじろう）、鎌倉芳太郎
- 羅 - 喜多川平朗、北村武資（たけし）
- 精好仙台平（せいごうせんだいひら）- 甲田栄祐、*甲田綏郎（よしお）
- 唐組 - 深見重助
- 有職織物 - 喜多川平朗、*喜多川俵二
- 献上博多織 - 小川善三郎、*小川規三郎
- 紬縞織・絣織 - 宗廣力三
- 紬織 - *志村ふくみ、*佐々木苑子、*村上良子
- 佐賀錦 - 古賀フミ
- 紅型（びんがた）- *玉那覇有公（たまなは ゆうこう）
- 綴織 - 細見華岳
- 刺繍 - *福田喜重
- 首里の織物 - 宮平初子[11]、*祝嶺恭子
- 読谷山花織（ゆんたんざはなうぃ）- 与那嶺貞（よなみね さだ）
- 芭蕉布 - 平良敏子
- 長板中形 - *松原伸生
- 経錦（たてにしき）- 北村武資（たけし）
- 木版摺更紗（もくはんずりさらさ）- *鈴田滋人
- 紋紗（もんしゃ）- *土屋順紀（よしのり）
- 八重山上布 - 新垣幸子 (あらかきさちこ)

### 染織（伊勢型紙）
- 伊勢型紙（突彫）- 南部芳松
- 伊勢型紙（錐彫）- 六谷梅軒（初代）
- 伊勢型紙（道具彫）- 中島秀吉、中村勇二郎
- 伊勢型紙（縞彫）- 児玉博
- 伊勢型紙（糸入れ）- 城ノ口みゑ

### 漆芸
- 蒔絵 - 高野松山、松田権六、大場松魚、寺井直次、田口善国 、*室瀬和美、*中野孝一
- 彫漆 - 音丸耕堂
- 沈金 - 前大峰、*前史雄、山岸一男
- 蒟醤（きんま）- 磯井如真、*磯井正美、太田儔（ひとし）、*山下義人、*大谷早人
- 髹漆（きゅうしつ）- 赤地友哉、増村益城（ましき）、塩多慶四郎、*大西勲、*小森邦衞、*増村紀一郎
- 螺鈿 - 北村昭斎

### 金工
- 銅鑼 - 初代魚住為楽、*三代魚住為楽
- 彫金 - 海野清、内藤四郎、鹿島一谷、金森映井智、増田三男、鴨下春明、*中川衛、*桂盛仁、*山本晃
- 蝋型鋳造 - 佐々木象堂
- 茶の湯釜 - 長野垤志（てつし）、角谷一圭（かくたにいっけい）、高橋敬典（けいてん）、*角谷勇圭
- 鋳金 - 高村豊周（とよちか）、齋藤明、*大澤光民（おおざわこうみん）
- 肥後象嵌・透 - 米光光正
- 梵鐘 - 香取正彦
- 鍛金 - 関谷四郎、*奥山峰石（ほうせき）、*田口壽恒（としちか）、*玉川宣夫（のりお）、*大角幸枝

### 金工（刀剣）
- 日本刀 - 高橋貞次（さだつぐ）、宮入行平（ゆきひら）、月山貞一（さだいち）、隅谷正峯（すみたにまさみね）、天田昭次（あまたあきつぐ）、大隅俊平（としひら）
- 刀剣研磨 - 本阿彌日洲、小野光敬、藤代松雄、永山光幹、*本阿弥光洲

### 人形
- 衣裳人形 - 堀柳女、平田郷陽、野口園生、秋山信子
- 紙塑（しそ）人形 - 鹿児島寿蔵
- 桐塑（とうそ）人形 - 市橋とし子、*林駒夫[12][13]

### 木竹工
- 竹芸 - 生野祥雲斎（しょうのしょううんさい）
- 竹工芸 - 飯塚小玕斎（いいづかしょうかんさい）、二代前田竹房斎、五世早川尚古斎、勝城蒼鳳、*藤沼昇、*藤塚松星、*岐部笙芳（きべしょうほう）
- 木工芸 - 黒田辰秋、氷見晃堂、大野昭和斎、中臺瑞真（なかだいずいしん）、灰外達夫[14]、*川北良造、大坂弘道、*中川清司（きよつぐ）、*村山明、*須田賢司、*宮本貞治
- 木象嵌 - 秋山逸生（いっせい）

### 諸工芸
- 截金（きりかね）- 齋田梅亭、西出大三、江里佐代子
- 撥鏤（ばちる）- 吉田文之

### 和紙
- 越前奉書 - 八代岩野市兵衛、*九代岩野市兵衛
- 雁皮紙 - 安部榮四郎
- 土佐典具帖紙（てんぐじょうし）- 濵田幸雄（はまださじお）
- 名塩雁皮紙 - 谷野剛惟（たにのたけのぶ）

## 工芸技術分野における「保持団体認定」
工芸技術分野において、工芸技術の性格上個人的特色が薄く、かつ、当該工芸技術を保持する者が多数いる場合において、これらの者が主たる構成員となっている団体として認定されているもの、すなわち、保持団体認定は、以下の14件・14団体である。

### 陶芸
- 柿右衛門（濁手）- 「柿右衛門製陶技術保存会」
- 小鹿田焼（おんたやき）- 「小鹿田焼技術保存会」
- 色鍋島 - 「色鍋島技術保存会」（1975年解除）、「色鍋島今右衛門技術保存会」（1976年認定）[注 3]

### 染織
- 伊勢型紙 - 「伊勢型紙技術保存会」
- 喜如嘉の芭蕉布 - 「喜如嘉の芭蕉布保存会」
- 久米島紬 - 「久米島紬保持団体」
- 久留米絣 - 「重要無形文化財久留米絣技術保持者会」
- 宮古上布 - 「宮古上布保持団体」
- 結城紬 - 「本場結城紬技術保持会」
- 小千谷縮・越後上布 - 「越後上布・小千谷縮布技術保存協会」

### 漆芸
- 輪島塗 - 「輪島塗技術保存会」
- 津軽塗 - 「津軽塗技術保存会」

### 手漉和紙
- 細川紙 - 「細川紙技術者協会」
- 石州半紙 - 「石州半紙技術者会」
- 本美濃紙 - 「本美濃紙保存会」
- 越前鳥の子紙 - 「越前生漉鳥の子紙保存会」

## 重要無形文化財の指定件数
各個認定の重要無形文化財保持者は自然人であるため、保持者の死去に伴って認定も解除される。ある重要無形文化財について保持者が全員死去した場合は重要無形文化財としての指定も解除される。ただし、いったん解除された重要無形文化財について、新たな保持者の認定を伴って復活指定される場合もある。こうした事情から、指定件数には常に変動がある。
2022年10月時点で、指定・認定の効力を保っている重要無形文化財の件数、及び保持者・保持団体の数は以下のとおりである。
- 芸能分野
  - 各個認定 - 指定件数38件、保持者数54名
  - 総合認定 - 指定件数14件、保持者の団体数14団体

- 工芸技術分野
  - 各個認定 - 指定件数37件、保持者数56名
  - 保持団体認定 - 指定件数16件、保持団体数16団体